# Lâu đài Hrubý Rohozec
Lâu đài Hrubý Rohozec (tiếng Séc: zámek Hrubý Rohozec) là một lâu đài lịch sử có từ thời Trung cổ, tọa lạc ở thị trấn Turnov, thuộc huyện Semily, vùng Liberec, Cộng hòa Séc. Công trình này có tên trong danh sách di tích văn hóa của Cộng hòa Séc.

## Lịch sử
Lâu đài được gia đình Markvartice xây dựng vào khoảng đầu thế kỷ 14, nhằm để giám sát và bảo vệ tuyến đường thương mại ở địa phương. Quân đội hoàng gia chinh phục lâu đài này vào năm 1390. Vào đầu thế kỷ 16, lâu đài Hrubý Rohozec được xây dựng lại theo phong cách tân Gothic.
Trong giai đoạn 1534 - 1621, gia đình Vartemberks quản lý lâu đài, và đã xây dựng lại lâu đài theo phong cách Phục hưng. Từ năm 1621, các chủ sở hữu lâu đài là Albrecht von Wallenstein, và tiếp theo là gia đình quý tộc Desfours (gia đình quản lý lâu đài đến năm 1945). Gia đình Desfours đã tái thiết lâu đài theo phong cách Baroque vào năm 1675.
Hiện nay, giống với nhiều lâu đài lịch sử khác, lâu đài Hrubý Rohozec trở thành một trong những địa điểm tham quan thu hút du khách. Theo thống kê năm 2017, có khoảng 26 nghìn lượt du khách đã đến thăm lâu đài này.